# Victoria van het Verenigd Koninkrijk
Alexandrina Victoria van Hannover (Kensington Palace, Londen, 24 mei 1819 – Osborne House, Isle of Wight, 22 januari 1901) was koningin van het Verenigd Koninkrijk van 1837 tot 1901 en vanaf 1877 tevens keizerin van India.
Koningin Victoria regeerde 63 jaar, zeven maanden en twee dagen en was, tot ze op 9 september 2015 werd overtroffen door koningin Elizabeth II, de langst regerende monarch in de Britse geschiedenis. Haar regeerperiode staat zowel in het Verenigd Koninkrijk als daarbuiten bekend als het victoriaans tijdperk (the Victorian era).

## Kort overzicht
Hoewel Victoria de troon besteeg op een moment dat het Verenigd Koninkrijk al een constitutionele monarchie was, waar de koning(in) zeer weinig politieke bevoegdheden had en zijn/haar invloed alleen kon uitoefenen via de premier, groeide zij uit tot een zeer belangrijke symbolische figuur van haar tijd. Tijdens het Victoriaanse tijdperk kwam de industriële revolutie op een hoogtepunt. Het was ook een periode van grote sociale, economische en technologische vooruitgang binnen het Verenigd Koninkrijk. Victoria's regeerperiode werd gekenmerkt door een grote uitbreiding van het Britse Rijk; tijdens deze periode bereikte het zijn hoogtepunt, onder haar regering was het Britse Rijk het grootste rijk uit de geschiedenis. Ze regeerde over gebieden in alle werelddelen.
Victoria, als telg van een bijna geheel Duitse stamboom, was de enige dochter van prins Eduard August van Kent en prinses Victoria van Saksen-Coburg-Saalfeld. Via haar vader was ze een kleindochter van koning George III en koningin Sophia Charlotte en daarmee een nicht van haar voorgangers, koning George IV en koning Willem IV. Via haar moeder was ze een nicht van koning Leopold I van België.
Ze kreeg samen met haar man, Albert, negen kinderen en arrangeerde hun huwelijken. Uit die huwelijken werden tweeënveertig kleinkinderen geboren. Enkel dochter Louise bleef kinderloos. Haar kinderen en kleinkinderen gingen huwelijken aan die bijna alle Europese vorstenhuizen aan elkaar verbonden, ze kreeg daardoor de bijnaam the grandmother of Europe (de grootmoeder van Europa). Ze was de laatste vorst van het Verenigd Koninkrijk uit het Huis Hannover. Haar zoon en opvolger, koning Eduard VII, was een vorst uit het Huis Saksen-Coburg en Gotha.

## Levensloop

### Achtergrond en vroege regering

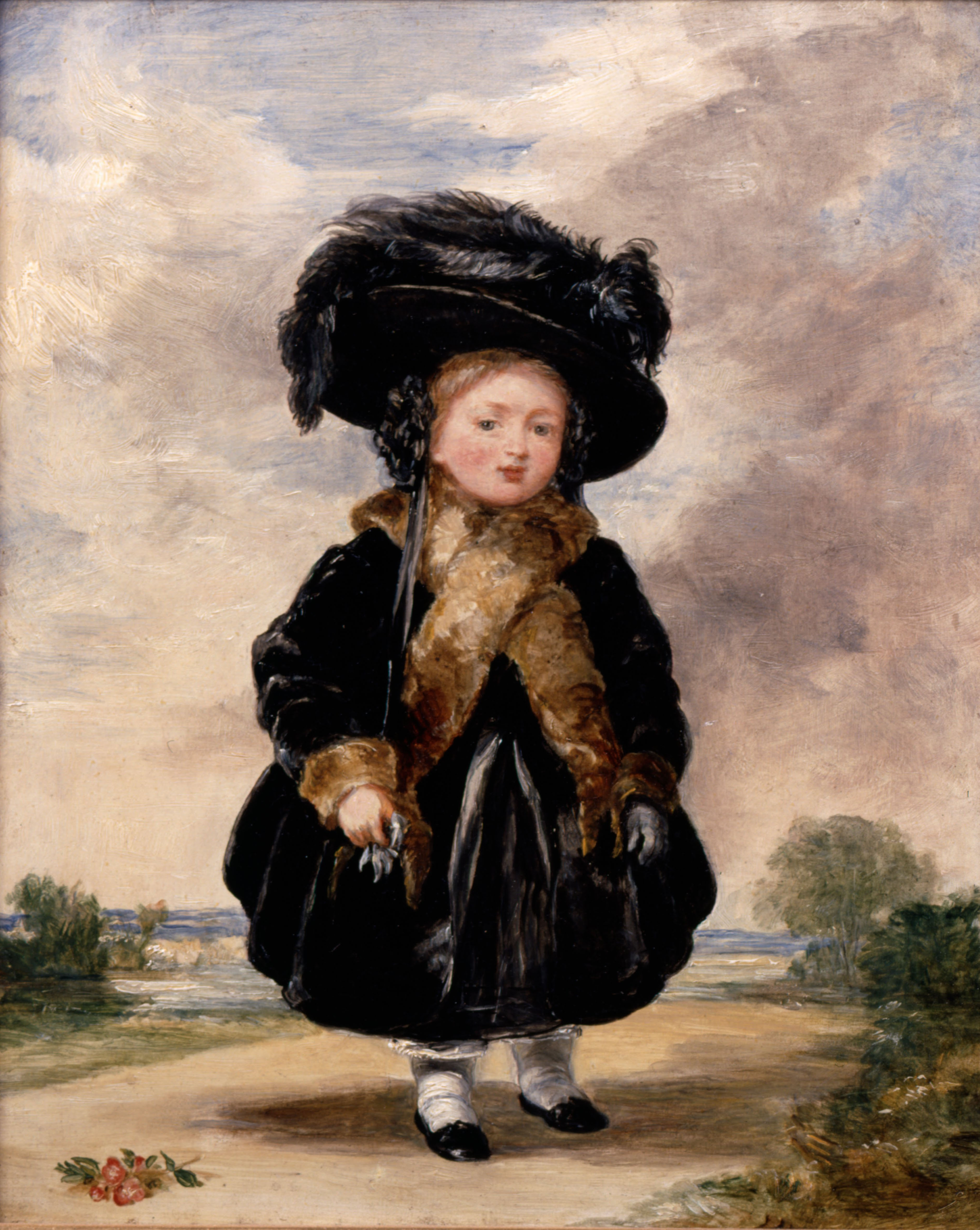
Prinses Victoria op vierjarige leeftijd, geschilderd door Stephen Poyntz Denning, 1823.

Victoria was het enige kind van Eduard August van Kent (de vierde zoon van koning George III) en prinses Victoria van Saksen-Coburg-Saalfeld (een zuster van de latere Belgische koning Leopold I). Via haar moeder had ze een halfbroer en een halfzus: Karel (1804-1856) en Feodora (1807-1872). Haar eerste naam, Alexandrina, had ze te danken aan tsaar Alexander I van Rusland, die een peetoom van haar was. Andere peetooms en -tantes waren de Prince Regent, prinses Charlotte (een zus van haar vader) en haar grootmoeder aan moederskant, Augusta van Reuss-Ebersdorf en Lobenstein, de hertogin van Saksen-Coburg-Saalfeld. 
Bij haar geboorte was Victoria slechts vijfde in rij voor de troon, na de vier oudste zonen van George III (George, Frederick, William en Victoria's vader Edward). 
Haar jeugd was vrij roerig en de relatie tussen Victoria en haar moeder, de hertogin van Kent, was niet altijd gelukkig.
Willem IV, koning van het Verenigd Koninkrijk en Hannover stierf op 20 juni 1837 op 72-jarige leeftijd. Omdat hij geen wettige nakomelingen had gekregen werd Victoria de nieuwe koningin van het Verenigd Koninkrijk. 's Ochtends rond 6.00 uur werd zij wakker gemaakt door haar moeder. Zij vertelde Victoria dat William Howley, de aartsbisschop van Canterbury, en lord Conyngham waren gekomen om haar te spreken. Lord Conyngham vertelde Victoria dat haar oom rond 2.00 uur was overleden en dat zij de nieuwe koningin was. Haar kroning vond plaats op 28 juni 1838 in de Westminster Abbey. Koningin Victoria was de eerste monarch die Buckingham Palace in Londen permanent bewoonde.
Vanwege de Salische Wet die in Hannover van kracht was, werd Willem IV in Hannover opgevolgd door Victoria's oom, Ernst Augustus, de hertog van Cumberland en Teviotdale, als koning Ernst Augustus I van Hannover. Hij was de vijfde zoon van koning George III en koningin Charlotte. Tot de geboorte van het eerste kind van Victoria in 1840 was Ernst Augustus ook troonopvolger in het Verenigd Koninkrijk.
Rond de tijd van haar troonsbestijging werd de Britse regering gedomineerd door de Whig Party. Die partij was al aan de macht, behalve voor korte tussenpozen, sinds 1830. Victoria liet zich grotendeels leiden door eerste minister William Lamb, Lord Melbourne, eveneens van de Whig Party. Lord Melbourne was een belangrijke figuur in het jonge leven van Victoria, zij hechtte veel waarde aan zijn adviezen. Sommigen verwezen zelfs naar Victoria als "Mrs. Melbourne". De Melbourne-regering zou echter niet lang aan de macht blijven want ze werd almaar minder populair en had bovendien te kampen met aanzienlijke moeilijkheden met het regeren van de Britse koloniën, vooral tijdens de Opstanden van 1837 in Canada. Lord Melbourne diende zijn ontslag in nadat de radicalen en de Tories (aan beide partijen had Victoria op dat moment een hekel) hun krachten hadden gebundeld om een wetsvoorstel tegen te houden in het House of Commons, het Britse Lagerhuis.
De koningin gaf toen opdracht aan Robert Peel, een Tory, om een nieuwe regering te vormen. Dit resulteerde in mei 1839 in de Bedchamber Crisis. In die tijd was het gebruikelijk dat benoemingen in de koninklijke huishouding werden gebaseerd op het patronagesysteem (dat wil zeggen, dat de eerste minister leden van de koninklijke huishouding kon kiezen op basis van hun partij-loyaliteit). Vele hofdames van de koningin waren getrouwd met Whigs, maar Robert Peel wilde hen vervangen door echtgenotes van leden van de Tory-partij. Victoria was een fel tegenstander van de plannen van Robert Peel om deze hofdames te ontslaan. Met sommige hofdames had zij een sterke vriendschaps- en vertrouwensband opgebouwd. Zij zag deze vrouwen als vriendinnen en niet als leden van een ceremoniële instelling. Robert Peel vond dat hij niet kon regeren in het kader van de beperkingen die werden opgelegd door de koningin, en dus diende hij het ontslag in van zijn regering, zodat lord Melbourne terug kon keren naar de Houses of Parliament.
Een andere belangrijke figuur in het vroege leven van de koningin was haar oom, Leopold I, de koning der Belgen. Hij was een jongere broer van haar moeder en de weduwnaar van Victoria's nicht, prinses Charlotte Augusta van Wales, de dochter van koning George IV en koningin Caroline. Via Leopold I was Victoria familie van Leopold II, de koning der Belgen (regering: 1865-1909) en Charlotte, de keizerin van Mexico, vrouw van Maximiliaan van Mexico. Ook was de douairière-koningin, Adelaide van Saksen-Meiningen, weduwe van koning Willem IV, een zeer grote steun en toeverlaat voor Victoria. Zij bezocht haar tante vaak in Bentley Priory in Harrow. Het was ook in Bentley Priory dat koningin Adelaide stierf, in 1849. Dit was een zeer grote schok voor Victoria. De naam van de douairière-koningin bleef voortleven in de naam van Victoria's oudste dochter, Victoria Adelaide Mary Louise.

### Huwelijk en kinderen
Victoria maakte in 1836 voor het eerst kennis met haar neef, prins Albert van Saksen-Coburg en Gotha, en was van hem gecharmeerd. Koning Willem IV had graag gezien dat Victoria zou trouwen met prins Alexander der Nederlanden, tweede zoon van koning Willem II en koningin Anna Paulowna der Nederlanden. Haar vader vond ook haar neef George van Hannover, de hertog van Cambridge, een goede huwelijkskandidaat. Ze schreef in haar dagboek: 
Albert is buitengewoon knap, en zijn haar heeft ongeveer dezelfde kleur als het mijne, zijn ogen zijn groot en blauw, en hij heeft een mooie neus en een zeer zoete mond met mooie tanden, maar de charme van zijn aangezicht is zijn meningsuiting, die is uiterst verrukkelijk. Prins Alexander, daarentegen, is heel gewoon.
Victoria koos dus resoluut voor prins Albert. Het huwelijk vond plaats op 10 februari 1840 in de Koninklijke Kapel van het St. James's Palace in Londen. De vader van Albert was een broer van Victoria's moeder. Beiden waren dus kleinkinderen van hertog Frans van Saksen-Coburg-Saalfeld. Het huwelijk werd gewenst door de wederzijdse ouders, maar ook door de beide partners zelf. Albert werd niet alleen de compagnon van de koningin maar ook haar belangrijke politieke adviseur. Op die manier vond zij een vervanger voor de dominante plaats die lord Melbourne in haar jonge leven had gekregen. In het begin van het huwelijk ontstond er niettemin enige wrijving tussen de twee omdat Albert een actieve rol wilde spelen in het landsbestuur. Dit geschil werd spoedig bijgelegd en het huwelijk groeide uit tot een groot succes.

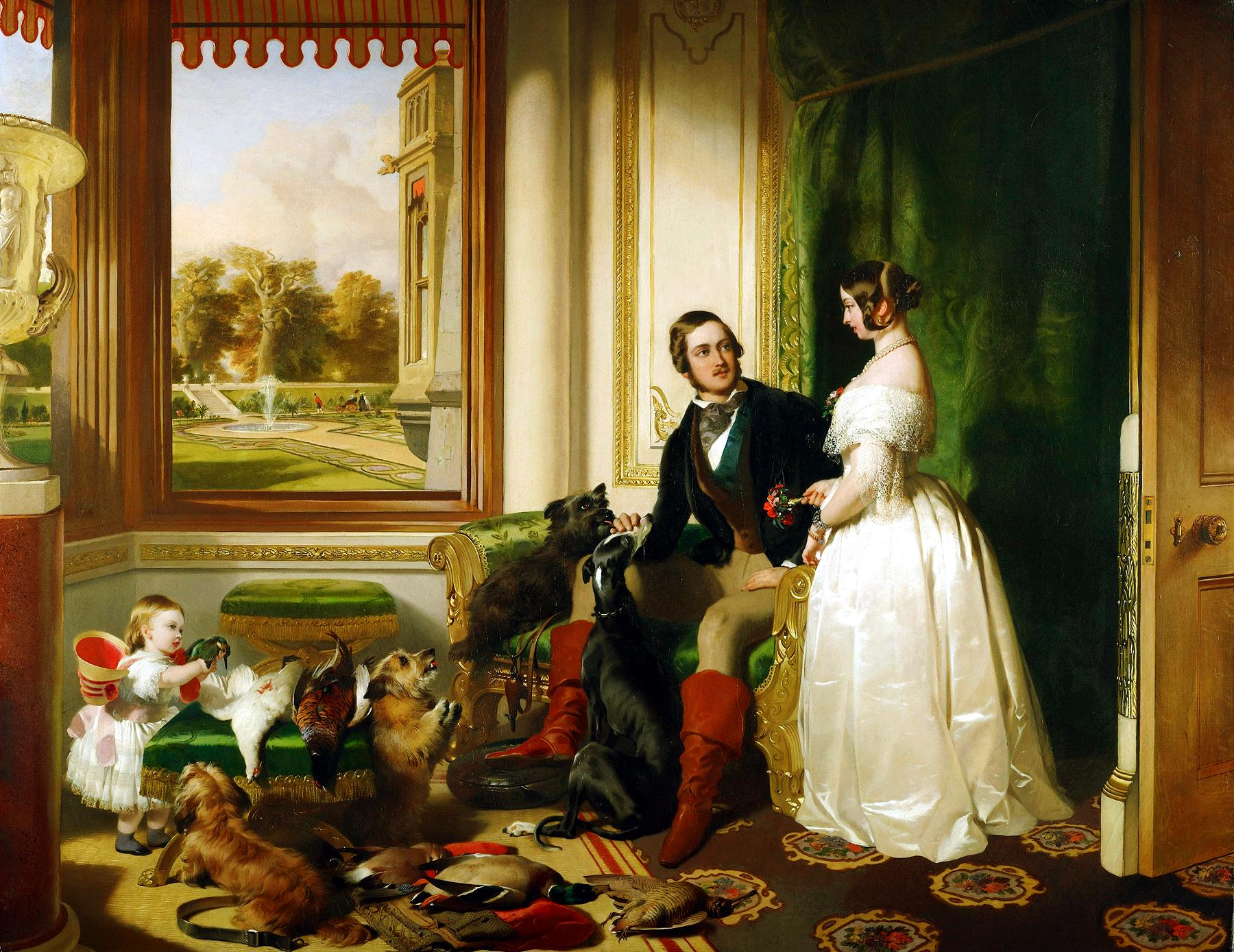
Een portret van koningin Victoria, prins-gemaal Albert en hun eerste kind, prinses Victoria. Geschilderd door sir Edwin Landseer te Windsor Castle.

Tijdens de eerste zwangerschap van Victoria, probeerde de achttienjarige Edward Oxford een moordaanslag te plegen op de koningin, terwijl zij samen met prins Albert in een rijtuig zat tijdens een rijtoer door Londen. Edward Oxford slaagde erin om twee schoten te lossen, maar beide kogels raakten niet het beoogde doel. Oxford werd aangeklaagd voor hoogverraad, maar hij werd vrijgesproken wegens ontoerekeningsvatbaarheid. 
Het eerste kind van het koninklijke koppel, een dochter, werd geboren op 21 november 1840. Ze werd geboren als kroonprinses Victoria Adelaide Mary Louise, later de Princess Royal.

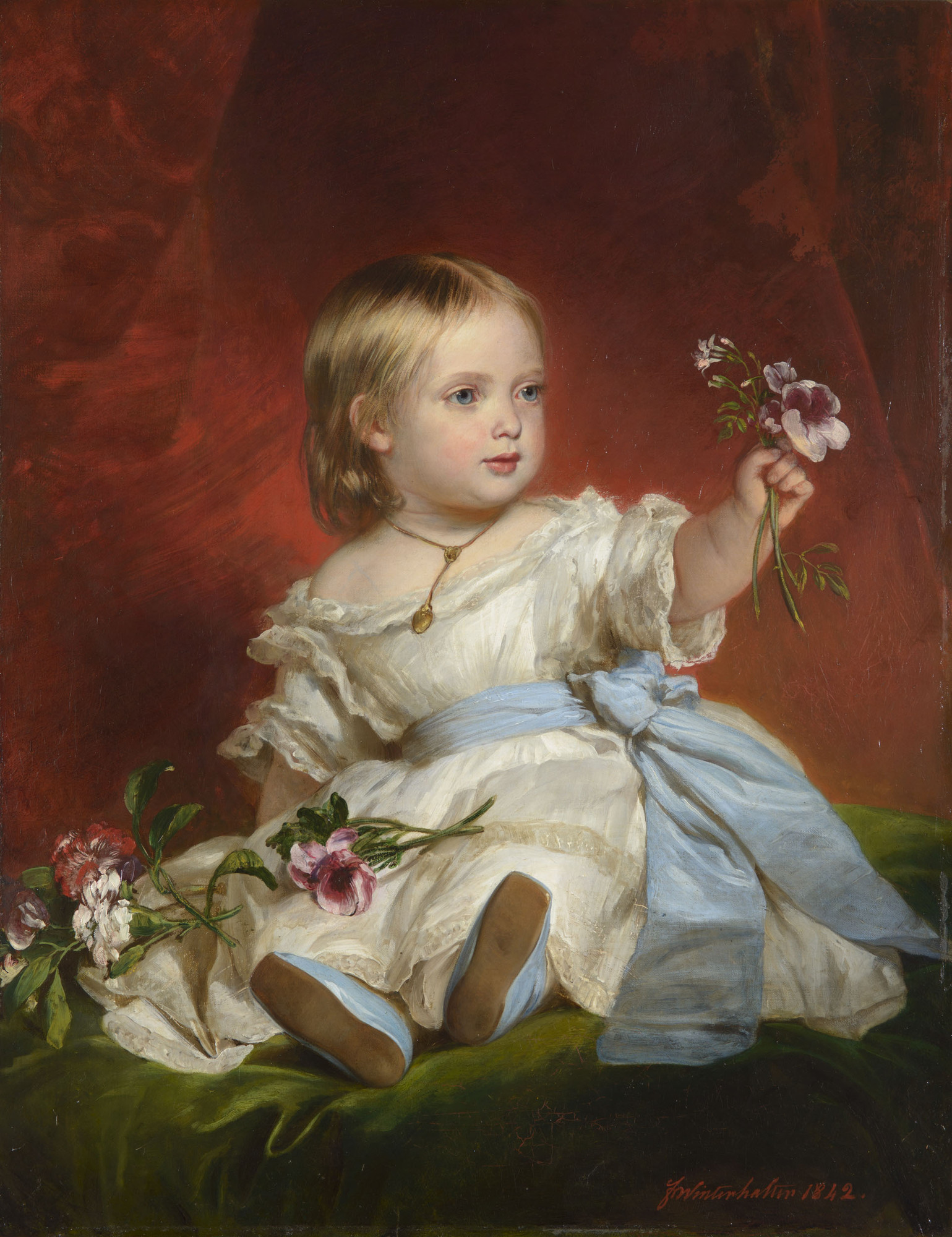
Victoria's eerste kind. De tweejarige Victoria, geschilderd door Franz Xaver Winterhalter, 1842.

Nog geen jaar later, op 9 november 1841, werd de eerste zoon geboren. Hij werd geboren als prins Albert Edward, de latere koning Edward VII. Zijn zus Victoria verloor hiermee de titel kroonprinses, deze ging over als kroonprins op Albert Edward. 
Koningin Victoria was drager van de bloederziekte (hemofilie). Omdat het een erfelijke ziekte is leden ook verschillende van haar nakomelingen eraan. Een aantal (vooral mannelijke) nakomelingen is vroeg gestorven ten gevolge van de ziekte.
De koningin haatte het om zwanger te zijn, walgde van borstvoeding en vond dat pasgeboren baby's lelijk waren. Desalniettemin kregen zij en Albert nog zeven kinderen:
- Alice (Londen, 25 april 1843 – Darmstadt, 14 december 1878)
- Alfred (Windsor Castle, 6 augustus 1844 - Rosenau bij Coburg, 30 juli 1900)
- Helena  (Buckingham Palace, Londen, 25 mei 1846 – Schomberg House, Londen, 9 juni 1923)
- Louise (Londen, 18 maart 1848 – aldaar, 3 december 1939)
- Arthur (Londen, 1 mei 1850 – Bagshot Park, Surrey, 16 januari 1942)
- Leopold (Buckingham Palace (Londen), 7 april 1853 – Cannes, 28 maart 1884)
- Beatrice  (Buckingham Palace, Londen, 14 april 1857 — Brantridge Park, West Sussex, 26 oktober 1944)

De moordaanslag die Edward Oxford op Victoria pleegde was niet de enige. Een tweede volgde op 29 mei 1842 in het St. James's Park te Londen. John Francis schoot op de koningin, terwijl zij in een rijtuig reed. Hij werd onmiddellijk aangehouden door politieagent William Trounce. Francis werd veroordeeld voor hoogverraad. Zijn straf was levenslange deportatie naar Australië. 
Op 3 juli 1842 werd er opnieuw een aanslag gepleegd op de koningin, deze keer door de jonge John William Bean. Ook al was zijn geweer alleen geladen met papier en tabak, toch werd zijn daad veroordeeld, en hij kreeg de doodstraf. Prins Albert echter was het niet eens met deze straf en oordeelde dat de straf te zwaar was. Daarom stelde hij de Treason Act 1842 op, die werd goedgekeurd door het parlement. Onder de nieuwe wet werd een aanval met een gevaarlijk wapen in de aanwezigheid van de monarch met het oogmerk om de monarch te alarmeren, bestraft met zeven jaar gevangenisstraf en geseling. Bean werd veroordeeld tot 18 maanden gevangenisstraf, maar noch hij, noch enig persoon die de wet in de toekomst zou overtreden, werd nog gegeseld.
Tijdens de zomer van deze twee aanslagen maakte de koningin haar eerste treinreis. Deze reis ging van Station Slough naar Bishop's Bridge in Paddington in Londen op 13 juni 1842. Ze maakte deze reis in een speciaal gemaakte wagon van de Great Western Railway. Tijdens deze reis waren ook haar man aanwezig en de ingenieur Isambard Kingdom Brunel. Zowel de koningin als de prins-gemaal klaagden later over de snelheid van de trein, hij ging volgens hen te snel. Ze vreesden allebei dat de trein zou ontsporen.

### Nieuwe regeringen en aanslagen
Eerste minister Peel zag het ministerie snel geconfronteerd worden met een crisis vanwege de afschaffing van de Graanwetten (Engels: Corn Laws). Veel leden van de Tory-partij (in die tijd ook al veel gezien als de Conservatieven) waren tegen de besluiten van Peel, maar sommige Tory-leden (ook wel de “Peelites” genoemd) en veel leden van de Whig-partij steunden Robert Peel. Uiteindelijk diende Peel in 1846 zijn ontslag in bij koningin Victoria. Hij werd opgevolgd door John Russell. De regering van Russell, een Whig-regering, was niet volgens de wensen van de koningin. Er waren namelijk leden binnen de regering die bijzonder onbeschoft overkwamen op koningin Victoria, bijvoorbeeld de minister van Buitenlandse Zaken, Henry John Temple (lord Palmerston), die vaak beslissingen nam zonder raadpleging van het kabinet, de eerste minister of de koningin.

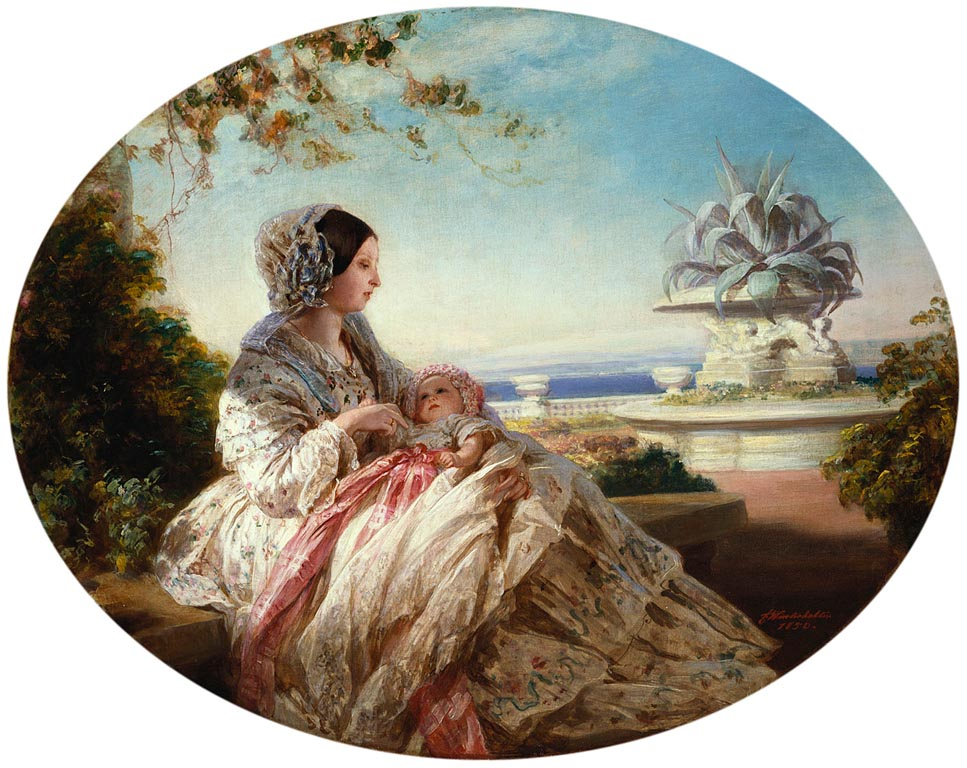
Koningin Victoria met haar derde zoon, prins Arthur, geboren in 1850.

In 1849 diende Victoria een klacht in bij John Russell. Ze vertelde dat Palmerston officiële berichten had verzonden naar buitenlandse leiders zonder dat ze daar iets van af wist. Ze herhaalde haar protest in 1850 maar het hielp niet. Pas in 1851 werd Palmerston verwijderd uit de regering. Hij had namelijk namens de Britse regering de goedkeuring van de staatsgreep in Frankrijk verklaard, de staatsgreep van Lodewijk Napoleon Bonaparte, die keizer werd van het Tweede Franse Keizerrijk als Napoleon III. Palmerston had dit echter zonder voorafgaande raadpleging van de eerste minister gedaan.
Ook de periode-Russell als eerste minister (1846-1852 en opnieuw van 1865-1866), waren verontrustende jaren voor koningin Victoria. In 1849 probeerde een werkloze en ontevreden Ier, William Hamilton, de koningin te alarmeren door een met poeder gevuld pistool af te vuren terwijl zij een rijtoer maakte door Londen en net langs Constitution Hill kwam. William Hamilton werd veroordeeld volgens de wet van prins Albert uit 1842. Hamilton bekende en kreeg de maximumstraf van zeven jaar, maar werd uiteindelijk toch naar Australië gedeporteerd. 
In 1850 werd de koningin aangevallen door de gestoorde ex-legerofficier Robert Pate. Terwijl Victoria aan het rijden was in een wagen, sloeg Pate haar met zijn wandelstok waardoor haar luifelhoed brak. Victoria hield er kneuzingen aan over. Pate werd berecht, maar probeerde ervoor te zorgen dat hij werd veroordeeld wegens waanzin. Hier bereikte hij echter niets mee en hij kreeg dezelfde straf als William Hamilton.
Keizer Napoleon III van Frankrijk bracht in april 1855 een bezoek aan Londen en ontmoette daar ook de koningin en prins Albert. Van 17 tot en met 28 augustus van datzelfde jaar bezochten Victoria en Albert Frankrijk, op uitnodiging van de Franse keizer. Ze werden in Duinkerke ontvangen door Napoleon en het koppel reisde samen af naar Parijs, waar de ontmoeting met keizerin Eugénie volgde. In Parijs bezochten ze de Exposition Universelle van 1855. De Exposition Universelle was de opvolger van de Great Exhibition van 1851, onder andere georganiseerd door prins Albert. Ook bezochten ze het praalgraf van keizer Napoleon I in Hôtel des Invalides en waren ze eregasten tijdens een bal in het Kasteel van Versailles.

### Latere regering
De Britse monarchie was bij haar aantreden verre van populair. Vooral de losbandige levensstijl van haar oom George IV had voor veel weerzin gezorgd. Die weerzin had – in politieke zin – onder meer geleid tot de vestiging van een constitutionele monarchie. Koningin Victoria streefde naar een verbetering van de reputatie door een onkreukbaar leven te leiden. Haar strenge levenswijze diende als voorbeeld voor het volk en de term ‘Victoriaans’ ging later een eigen leven leiden als betiteling voor een ingetogen levenshouding en uitermate preutse opvattingen. Het Victoriaanse tijdperk werd echter ook gekenmerkt door grote politieke ontwikkelingen, economische groei en uitbreiding van het imperium.
Victoria was nog maar 18 jaar oud toen zij de troon besteeg. De onervaren koningin liet zich grotendeels leiden door minister-president William Lamb (lord Melbourne), met wie zij een goede relatie opbouwde. Na haar huwelijk kreeg haar man meer invloed.
Haar politieke voorkeur ging – zeker in het begin – uit naar de Liberalen. In haar hofhouding nam ze aanvankelijk uitsluitend liberalen op. Er kwam pas verandering in toen lord Melbourne de verkiezingen verloor en de regering moest overlaten aan de conservatieve Robert Peel. Aanvankelijk konden ze slecht met elkaar overweg, mede doordat Peel van vrij eenvoudige komaf was, maar later leerde Victoria hem en zijn gedachtegoed steeds meer waarderen.
Zij streefde naar een belangrijke rol van het land op wereldschaal. De Anglicaanse Kerk was in haar ogen de onbetwiste staatskerk, waarmee zij de rooms-katholieke Ieren tegen de haren in streek. Door haar sterke wil en duidelijke opvattingen overschreed zij soms de grenzen van haar mogelijkheden. Zo liet zij soms al te duidelijk blijken naar welke minister-president haar voorkeur uitging (William Lamb, burggraaf van Melbourne en met name Benjamin Disraeli) en naar welke niet (de liberalen Palmerston en Gladstone).

### Dood van haar man, prins-gemaal Albert

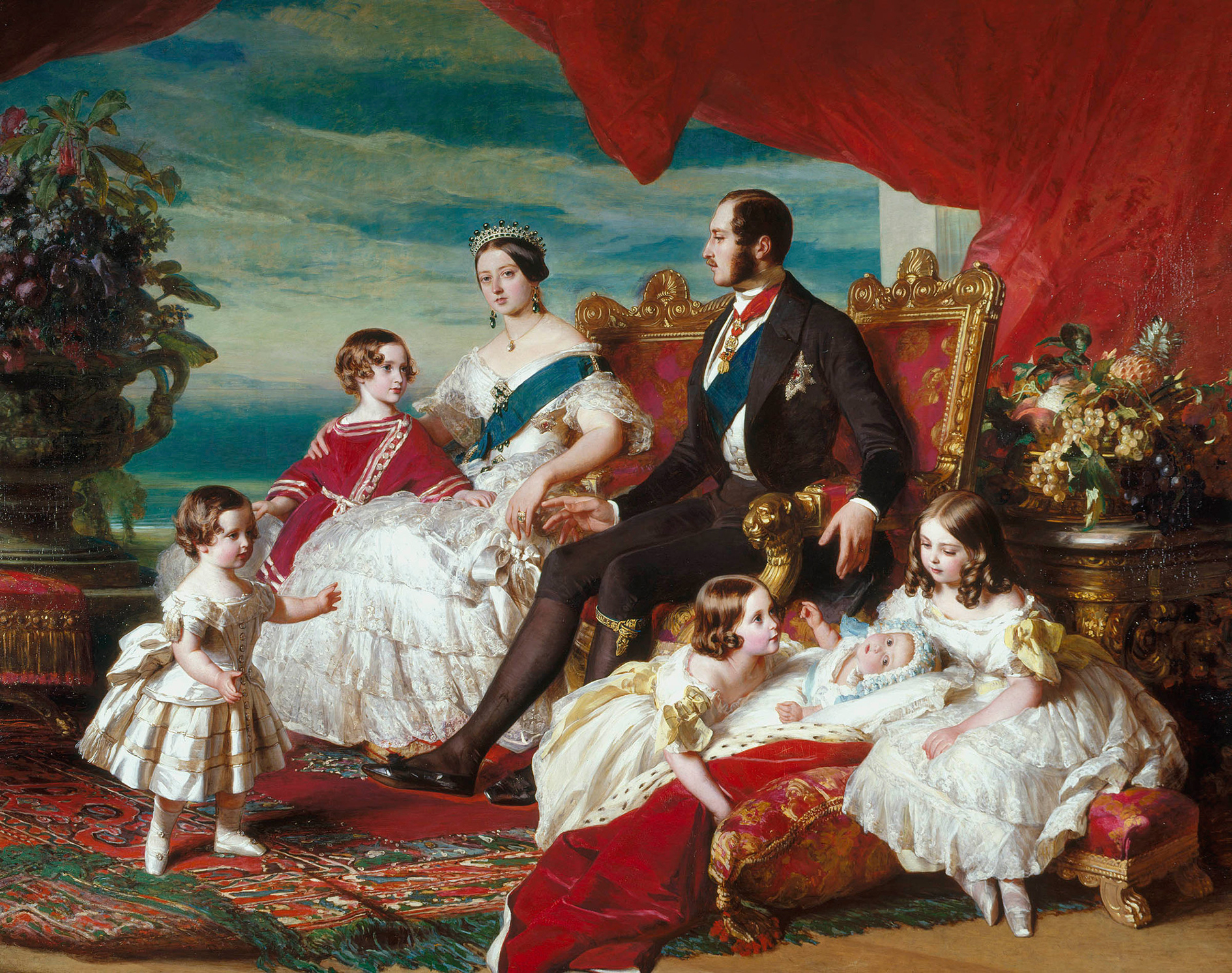
Victoria met prins-gemaal Albert en hun jonge gezin. Van links naar rechts: prins Alfred, kroonprins Albert Edward, koningin Victoria, Albert, prinses Alice, prinses Helena en Victoria, de Princess Royal. Geschilderd door Franz Xaver Winterhalter.

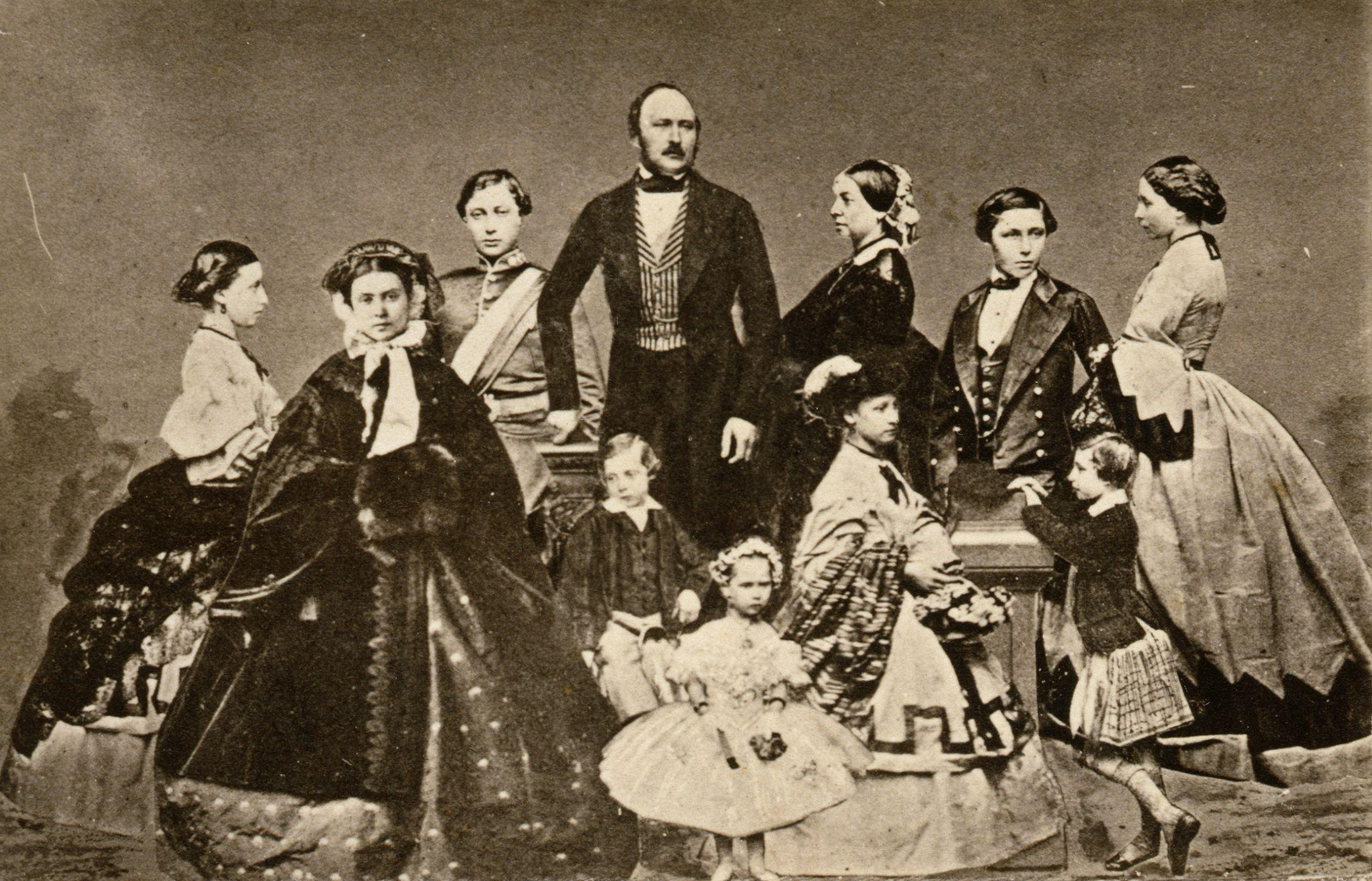
Een foto van de familie van Victoria, vlak voor de dood van Albert. Van links naar rechts: prinses Helena, Victoria, de Princess Royal, Albert Eduard (de prins van Wales), prins-gemaal Albert, prins Leopold, prinses Beatrice, koningin Victoria, prinses Louise, prins Alfred, prins Arthur en prinses Alice. Een foto gemaakt door John Jabez Mayall.

Op 14 december 1861 stierf prins Albert, op 42-jarige leeftijd, in Windsor Castle plots aan buiktyfus. Zijn dood was waarschijnlijk het gevolg van de primitieve sanitaire omstandigheden in Windsor Castle. Zijn dood was een verwoestende slag voor koningin Victoria, die nog steeds zeer aangeslagen was door de dood van haar moeder eerder dat jaar. Ze nam een lange periode van rouw in acht en droeg rouwkleding voor de rest van haar leven. Ze vermeed openbare optredens en was nog zelden te zien in Londen. Door haar afzondering kreeg ze de bijnaam 'de weduwe van Windsor’. Ze verweet haar zoon Eduard, de prins van Wales, zijn vaders dood. Het nieuws van Eduards slechte gedrag was in november 1861 zijn vader ter ore gekomen, waardoor die naar Cambridge gegaan was om een bezoek te brengen aan zijn zoon.
Het door Victoria zelf opgelegde isolement verminderde sterk de populariteit van de monarchie en moedigde zelfs de groei aan van de republikeinse beweging. Hoewel ze wel haar officiële taken uitvoerde, verkoos Victoria, tot toenemende ergernis van haar ministers, teruggetrokken te blijven leven in haar koninklijke residenties, Balmoral Castle in Schotland, Osborne House op het Isle of Wight en Windsor Castle.  

Niettemin bleef ze binnen haar Huis onbetwist diegene die de leiding had. Ze bemoeide zich intensief met de partnerkeuze van haar kinderen en zelfs kleinkinderen. Veel potentiële kandidaten werden gewogen en te licht gevonden. Haar kleinkinderen Victoria Melita van Saksen-Coburg en Gotha en Ernst Lodewijk van Hessen en aan de Rijn zagen zich door de oude vorstin gedwongen met elkaar een – ongelukkig – huwelijk aan te gaan. De overlevering wil dat zij haar dochters op de eerste huwelijksnacht placht voor te bereiden met de woorden 
Close your eyes and think of England.
Naarmate de tijd voorbij ging, begon koningin Victoria zich steeds meer te hechten aan een knecht uit Schotland, John Brown. Geruchten over een romantische verbintenis en zelfs een geheim huwelijk hebben in het verleden vaak stof doen opwaaien. Aan beide mogelijkheden wordt echter sterk getwijfeld. Op Victoria's verzoek werden bij haar stoffelijk overschot in de kist twee sets herinneringen gelegd: aan haar rechterkant een kledingstuk van Albert en aan haar linkerkant een foto van Brown en een stuk van zijn haar.

### Keizerrijk Indië en jubilea
Benjamin Disraeli drong er bij haar op aan de titel 'keizerin van Indië' aan te nemen. Zij aanvaardde dit eerbetoon dankbaar als beloning voor haar streven naar de enorme gebiedsuitbreiding en vergroting van de Britse macht in de wereld. Op 1 januari 1877 werd zij in Delhi tot keizerin uitgeroepen, hoewel zij zelf Brits-Indië nooit bezocht.

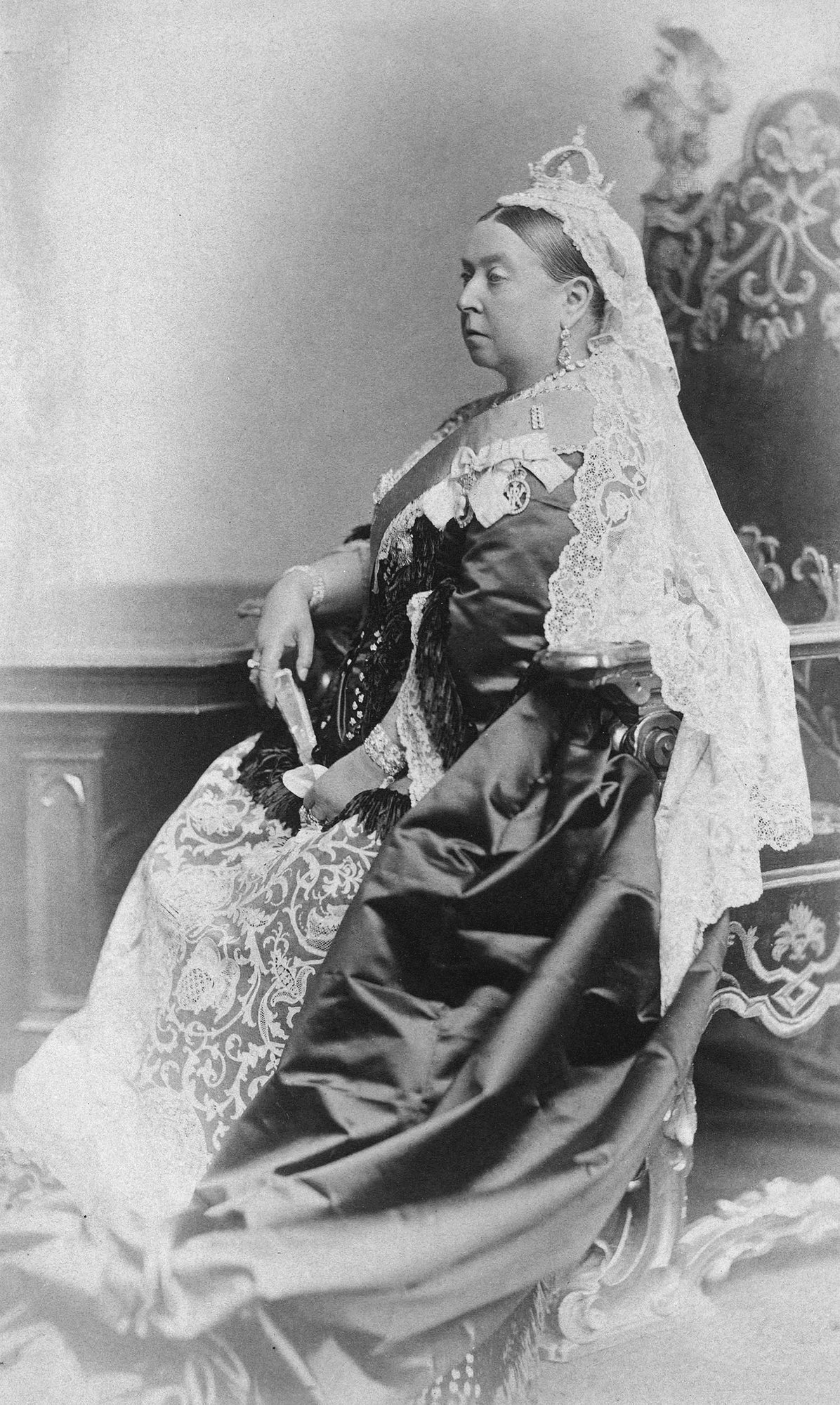
Koningin Victoria in 1887

De koningin vierde de vijftigste verjaardag van haar troonsbestijging op 20 juni 1887 met een banket waarvoor 50 Europese staatshoofden en vorsten waren uitgenodigd. Hoewel Victoria zich er niet bewust van was, was er door Ierse anarchisten een aanslag voorbereid. Deze Ierse anarchisten wilden de Westminster Abbey in Londen vernietigen terwijl Victoria een dienst bijwoonde ter ere van Thanksgiving Day. Toen deze moordaanslag aan het licht kwam, werd deze bekend als het Jubilee Plot. De volgende dag heeft Victoria deelgenomen aan een optocht die, in de woorden van Mark Twain, "zich uitstrekte tot de gezichtseinder in beide richtingen". Tegen die tijd was Victoria opnieuw een zeer populaire vorstin.
Op 22 september 1896 was Victoria 60 jaar koningin van het Britse Rijk. Ze ging toen George III voorbij als de langst regerende monarch in de Engelse, Schotse, Ierse en Britse geschiedenis. De koningin verzocht alle bijzondere openbare vieringen van het evenement uit te stellen tot 1897. Op die manier konden die vieringen samenvallen met het diamanten jubileum dat Victoria vierde op 20 juni. De minister van Koloniën, Joseph Chamberlain, stelde voor dat de viering van het diamanten jubileum in het gehele Britse Rijk werd gevierd.

### Overlijden

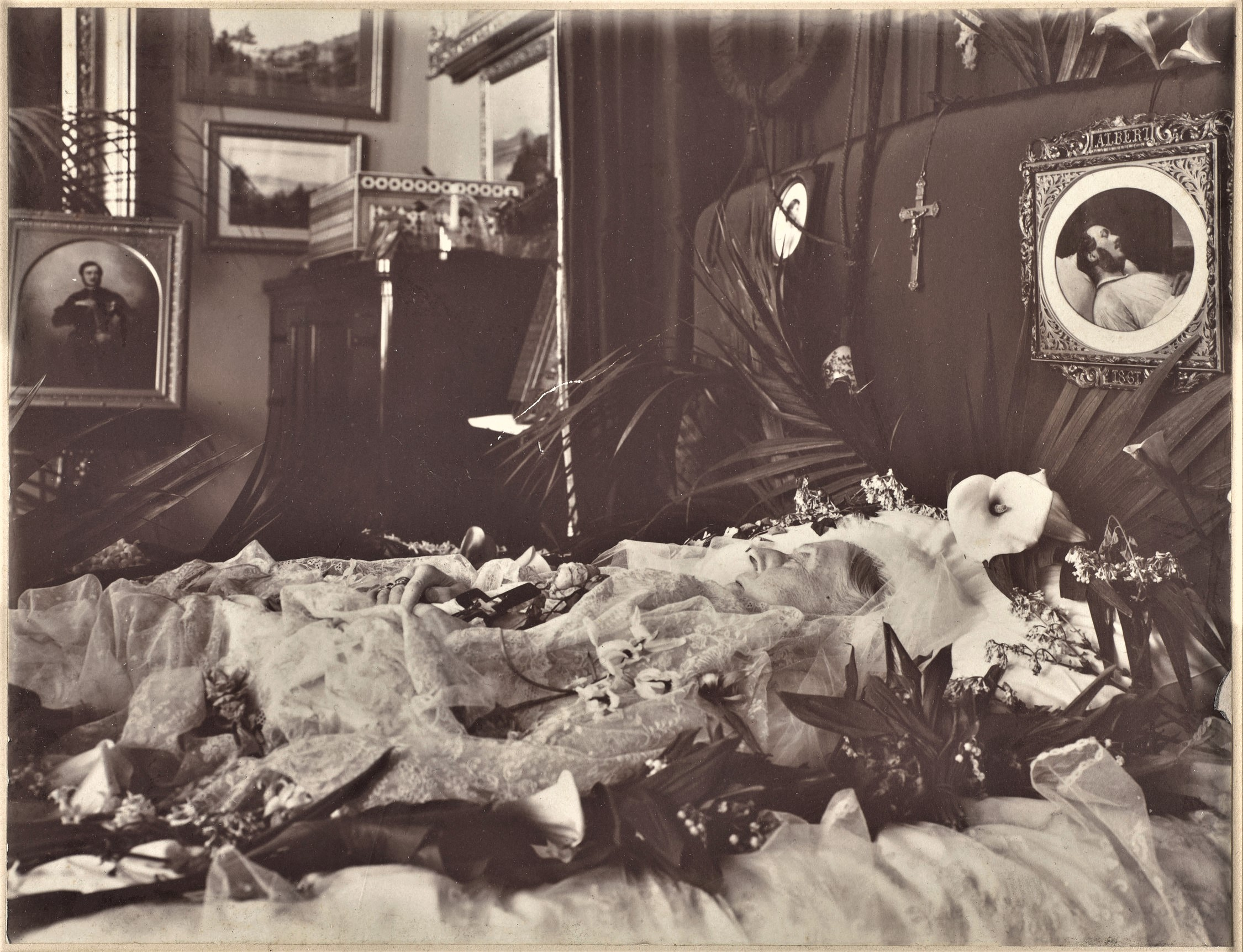
Koningin Victoria opgebaard

Op 22 januari 1901, om half zeven 's avonds, stierf koningin Victoria op 81-jarige leeftijd in de armen van haar kleinzoon, keizer Wilhelm II van Duitsland. Op dat moment had ze de hoogste leeftijd die een regerend Brits monarch ooit haalde. Victoria had 63 jaar, zeven maanden en twee dagen geregeerd. Op het moment van haar sterven was ook haar oudste zoon, vanaf dat moment koning Edward VII, bij haar. Op haar verzoek hielpen haar zonen Eduard en Arthur, en haar kleinzoon Wilhelm haar in de kist te leggen. Ze heeft twee dagen opgebaard gelegen en werd begraven in het Frogmore Mausoleum bij Windsor Castle, naast haar echtgenoot. Omdat Victoria niet van zwarte begrafenissen hield, was iedereen gekleed in het wit. Ook werd Londen in wit en paars gekleurd om de rouw aan te geven. Haar begrafenisstoet is een van de eerste die op film is vastgelegd. Van Victoria in haar laatste jaren bestaan ook enkele filmfragmenten, net als een geluidsopname van zeer slechte kwaliteit.
Als eerbetoon aan Victoria werden alle vlaggen in de Verenigde Staten op bevel van president William McKinley halfstok gehangen. De Amerikaanse president McKinley stierf later dat jaar op 14 september. Toen McKinley was overleden, werden in het Verenigd Koninkrijk, op bevel van Edward VII, als eer aan McKinley ook alle vlaggen halfstok gehangen.

## Vernoemingen
Plaatsen die naar koningin Victoria werden genoemd zijn over de hele wereld terug te vinden. Voorbeelden zijn  een eiland in het noorden van Canada, de hoofdsteden van Brits-Columbia en Saskatchewan, de Australische staten Victoria en Queensland en het grootste meer en de breedste watervallen van Afrika.

## Verfilmingen
In 1954 werd er een film gemaakt waarin de ontmoeting tussen Victoria en Albert wordt geromantiseerd: Mädchenjahre einer Königin, met Romy Schneider in de rol van Victoria. In 1997 verscheen de film Mrs. Brown over de vriendschap tussen Victoria (gespeeld door Judi Dench) en John Brown. Deze film speelt zich af na het overlijden van Albert, in het midden van Victoria's regeerperiode. In 2009 volgde The Young Victoria, met Emily Blunt in de titelrol. In 2016 startte de televisieserie Victoria met Jenna Coleman als Victoria. De film Victoria & Abdul uit 2017, die zich afspeelt aan het eind van Victoria's leven, gaat over haar vriendschap met de Indiase bediende en leraar Abdul Karim, later bekend als de Munshi. In deze film speelt Judi Dench wederom de rol van koningin Victoria.

## Kwartierstaat
| George II van Groot-Brittannië                 | George II van Groot-Brittannië                 | George II van Groot-Brittannië                 | George II van Groot-Brittannië                 | George II van Groot-Brittannië                 | George II van Groot-Brittannië                 |                                        |                                        | Frederik II van Saksen-Gotha-Altenburg | Frederik II van Saksen-Gotha-Altenburg | Frederik II van Saksen-Gotha-Altenburg | Frederik II van Saksen-Gotha-Altenburg | Frederik II van Saksen-Gotha-Altenburg | Frederik II van Saksen-Gotha-Altenburg |                                     |                                     | Adolf Frederik II van Mecklenburg-Strelitz                 | Adolf Frederik II van Mecklenburg-Strelitz                 | Adolf Frederik II van Mecklenburg-Strelitz                 | Adolf Frederik II van Mecklenburg-Strelitz                 | Adolf Frederik II van Mecklenburg-Strelitz                 | Adolf Frederik II van Mecklenburg-Strelitz                 |                                          |                                          | Ernst Frederik I van Saksen-Hildburghausen    | Ernst Frederik I van Saksen-Hildburghausen    | Ernst Frederik I van Saksen-Hildburghausen    | Ernst Frederik I van Saksen-Hildburghausen    | Ernst Frederik I van Saksen-Hildburghausen    | Ernst Frederik I van Saksen-Hildburghausen    |                                   |                                   | Frans Jozias van Saksen-Coburg-Saalfeld   | Frans Jozias van Saksen-Coburg-Saalfeld   | Frans Jozias van Saksen-Coburg-Saalfeld   | Frans Jozias van Saksen-Coburg-Saalfeld   | Frans Jozias van Saksen-Coburg-Saalfeld   | Frans Jozias van Saksen-Coburg-Saalfeld   |                                       |                                       | Ferdinand Albrecht II van Brunswijk-Wolfenbüttel | Ferdinand Albrecht II van Brunswijk-Wolfenbüttel | Ferdinand Albrecht II van Brunswijk-Wolfenbüttel | Ferdinand Albrecht II van Brunswijk-Wolfenbüttel | Ferdinand Albrecht II van Brunswijk-Wolfenbüttel | Ferdinand Albrecht II van Brunswijk-Wolfenbüttel |                                              |                                              | Hendrik XXIX van Reuss-Ebersdorf-Lobenstein | Hendrik XXIX van Reuss-Ebersdorf-Lobenstein | Hendrik XXIX van Reuss-Ebersdorf-Lobenstein | Hendrik XXIX van Reuss-Ebersdorf-Lobenstein | Hendrik XXIX van Reuss-Ebersdorf-Lobenstein | Hendrik XXIX van Reuss-Ebersdorf-Lobenstein |                                        |                                        | George August van Erbach-Schönberg      | George August van Erbach-Schönberg      | George August van Erbach-Schönberg       | George August van Erbach-Schönberg       | George August van Erbach-Schönberg       | George August van Erbach-Schönberg       |                                          |                                          |          |          |          |          |          |          |  |  |  |  |  |  |  |  |  |  |  |  |  |  |  |  |  |  |  |  |  |  |  |  |  |  |  |  |  |  |  |  |  |  |  |  |  |  |  |  |
| George II van Groot-Brittannië                 | George II van Groot-Brittannië                 | George II van Groot-Brittannië                 | George II van Groot-Brittannië                 | George II van Groot-Brittannië                 | George II van Groot-Brittannië                 |                                        |                                        | Frederik II van Saksen-Gotha-Altenburg | Frederik II van Saksen-Gotha-Altenburg | Frederik II van Saksen-Gotha-Altenburg | Frederik II van Saksen-Gotha-Altenburg | Frederik II van Saksen-Gotha-Altenburg | Frederik II van Saksen-Gotha-Altenburg |                                     |                                     | Adolf Frederik II van Mecklenburg-Strelitz                 | Adolf Frederik II van Mecklenburg-Strelitz                 | Adolf Frederik II van Mecklenburg-Strelitz                 | Adolf Frederik II van Mecklenburg-Strelitz                 | Adolf Frederik II van Mecklenburg-Strelitz                 | Adolf Frederik II van Mecklenburg-Strelitz                 |                                          |                                          | Ernst Frederik I van Saksen-Hildburghausen    | Ernst Frederik I van Saksen-Hildburghausen    | Ernst Frederik I van Saksen-Hildburghausen    | Ernst Frederik I van Saksen-Hildburghausen    | Ernst Frederik I van Saksen-Hildburghausen    | Ernst Frederik I van Saksen-Hildburghausen    |                                   |                                   | Frans Jozias van Saksen-Coburg-Saalfeld   | Frans Jozias van Saksen-Coburg-Saalfeld   | Frans Jozias van Saksen-Coburg-Saalfeld   | Frans Jozias van Saksen-Coburg-Saalfeld   | Frans Jozias van Saksen-Coburg-Saalfeld   | Frans Jozias van Saksen-Coburg-Saalfeld   |                                       |                                       | Ferdinand Albrecht II van Brunswijk-Wolfenbüttel | Ferdinand Albrecht II van Brunswijk-Wolfenbüttel | Ferdinand Albrecht II van Brunswijk-Wolfenbüttel | Ferdinand Albrecht II van Brunswijk-Wolfenbüttel | Ferdinand Albrecht II van Brunswijk-Wolfenbüttel | Ferdinand Albrecht II van Brunswijk-Wolfenbüttel |                                              |                                              | Hendrik XXIX van Reuss-Ebersdorf-Lobenstein | Hendrik XXIX van Reuss-Ebersdorf-Lobenstein | Hendrik XXIX van Reuss-Ebersdorf-Lobenstein | Hendrik XXIX van Reuss-Ebersdorf-Lobenstein | Hendrik XXIX van Reuss-Ebersdorf-Lobenstein | Hendrik XXIX van Reuss-Ebersdorf-Lobenstein |                                        |                                        | George August van Erbach-Schönberg      | George August van Erbach-Schönberg      | George August van Erbach-Schönberg       | George August van Erbach-Schönberg       | George August van Erbach-Schönberg       | George August van Erbach-Schönberg       |                                          |                                          |          |          |          |          |          |          |  |  |  |  |  |  |  |  |  |  |  |  |  |  |  |  |  |  |  |  |  |  |  |  |  |  |  |  |  |  |  |  |  |  |  |  |  |  |  |  |
|                                                |                                                | Caroline van Brandenburg-Ansbach               | Caroline van Brandenburg-Ansbach               | Caroline van Brandenburg-Ansbach               | Caroline van Brandenburg-Ansbach               | Caroline van Brandenburg-Ansbach       | Caroline van Brandenburg-Ansbach       |                                        |                                        | Magdalena Augusta van Anhalt-Zerbst    | Magdalena Augusta van Anhalt-Zerbst    | Magdalena Augusta van Anhalt-Zerbst    | Magdalena Augusta van Anhalt-Zerbst    | Magdalena Augusta van Anhalt-Zerbst | Magdalena Augusta van Anhalt-Zerbst |                                                            |                                                            | Emilia van Schwarzburg-Sondershausen                       | Emilia van Schwarzburg-Sondershausen                       | Emilia van Schwarzburg-Sondershausen                       | Emilia van Schwarzburg-Sondershausen                       | Emilia van Schwarzburg-Sondershausen     | Emilia van Schwarzburg-Sondershausen     |                                               |                                               | Sofia Albertine van Erbach-Erbach             | Sofia Albertine van Erbach-Erbach             | Sofia Albertine van Erbach-Erbach             | Sofia Albertine van Erbach-Erbach             | Sofia Albertine van Erbach-Erbach | Sofia Albertine van Erbach-Erbach |                                           |                                           | Anna Sofia van Schwarzburg-Rudolstadt     | Anna Sofia van Schwarzburg-Rudolstadt     | Anna Sofia van Schwarzburg-Rudolstadt     | Anna Sofia van Schwarzburg-Rudolstadt     | Anna Sofia van Schwarzburg-Rudolstadt | Anna Sofia van Schwarzburg-Rudolstadt |                                                  |                                                  | Antoinette Amalia van Brunswijk-Wolfenbüttel     | Antoinette Amalia van Brunswijk-Wolfenbüttel     | Antoinette Amalia van Brunswijk-Wolfenbüttel     | Antoinette Amalia van Brunswijk-Wolfenbüttel     | Antoinette Amalia van Brunswijk-Wolfenbüttel | Antoinette Amalia van Brunswijk-Wolfenbüttel |                                             |                                             | Sofia Theodora van Castell-Remlingen        | Sofia Theodora van Castell-Remlingen        | Sofia Theodora van Castell-Remlingen        | Sofia Theodora van Castell-Remlingen        | Sofia Theodora van Castell-Remlingen   | Sofia Theodora van Castell-Remlingen   |                                         |                                         | Ferdinande Henriette van Stolberg-Gedern | Ferdinande Henriette van Stolberg-Gedern | Ferdinande Henriette van Stolberg-Gedern | Ferdinande Henriette van Stolberg-Gedern | Ferdinande Henriette van Stolberg-Gedern | Ferdinande Henriette van Stolberg-Gedern |          |          |          |          |          |          |  |  |  |  |  |  |  |  |  |  |  |  |  |  |  |  |  |  |  |  |  |  |  |  |  |  |  |  |  |  |  |  |  |  |  |  |  |  |  |  |
|                                                |                                                | Caroline van Brandenburg-Ansbach               | Caroline van Brandenburg-Ansbach               | Caroline van Brandenburg-Ansbach               | Caroline van Brandenburg-Ansbach               | Caroline van Brandenburg-Ansbach       | Caroline van Brandenburg-Ansbach       |                                        |                                        | Magdalena Augusta van Anhalt-Zerbst    | Magdalena Augusta van Anhalt-Zerbst    | Magdalena Augusta van Anhalt-Zerbst    | Magdalena Augusta van Anhalt-Zerbst    | Magdalena Augusta van Anhalt-Zerbst | Magdalena Augusta van Anhalt-Zerbst |                                                            |                                                            | Emilia van Schwarzburg-Sondershausen                       | Emilia van Schwarzburg-Sondershausen                       | Emilia van Schwarzburg-Sondershausen                       | Emilia van Schwarzburg-Sondershausen                       | Emilia van Schwarzburg-Sondershausen     | Emilia van Schwarzburg-Sondershausen     |                                               |                                               | Sofia Albertine van Erbach-Erbach             | Sofia Albertine van Erbach-Erbach             | Sofia Albertine van Erbach-Erbach             | Sofia Albertine van Erbach-Erbach             | Sofia Albertine van Erbach-Erbach | Sofia Albertine van Erbach-Erbach |                                           |                                           | Anna Sofia van Schwarzburg-Rudolstadt     | Anna Sofia van Schwarzburg-Rudolstadt     | Anna Sofia van Schwarzburg-Rudolstadt     | Anna Sofia van Schwarzburg-Rudolstadt     | Anna Sofia van Schwarzburg-Rudolstadt | Anna Sofia van Schwarzburg-Rudolstadt |                                                  |                                                  | Antoinette Amalia van Brunswijk-Wolfenbüttel     | Antoinette Amalia van Brunswijk-Wolfenbüttel     | Antoinette Amalia van Brunswijk-Wolfenbüttel     | Antoinette Amalia van Brunswijk-Wolfenbüttel     | Antoinette Amalia van Brunswijk-Wolfenbüttel | Antoinette Amalia van Brunswijk-Wolfenbüttel |                                             |                                             | Sofia Theodora van Castell-Remlingen        | Sofia Theodora van Castell-Remlingen        | Sofia Theodora van Castell-Remlingen        | Sofia Theodora van Castell-Remlingen        | Sofia Theodora van Castell-Remlingen   | Sofia Theodora van Castell-Remlingen   |                                         |                                         | Ferdinande Henriette van Stolberg-Gedern | Ferdinande Henriette van Stolberg-Gedern | Ferdinande Henriette van Stolberg-Gedern | Ferdinande Henriette van Stolberg-Gedern | Ferdinande Henriette van Stolberg-Gedern | Ferdinande Henriette van Stolberg-Gedern |          |          |          |          |          |          |  |  |  |  |  |  |  |  |  |  |  |  |  |  |  |  |  |  |  |  |  |  |  |  |  |  |  |  |  |  |  |  |  |  |  |  |  |  |  |  |
| Frederik van Groot-Brittannië, prins van Wales | Frederik van Groot-Brittannië, prins van Wales | Frederik van Groot-Brittannië, prins van Wales | Frederik van Groot-Brittannië, prins van Wales | Frederik van Groot-Brittannië, prins van Wales | Frederik van Groot-Brittannië, prins van Wales |                                        |                                        | Augusta van Saksen-Gotha-Altenburg     | Augusta van Saksen-Gotha-Altenburg     | Augusta van Saksen-Gotha-Altenburg     | Augusta van Saksen-Gotha-Altenburg     | Augusta van Saksen-Gotha-Altenburg     | Augusta van Saksen-Gotha-Altenburg     |                                     |                                     | Karel van Mecklenburg-Strelitz                             | Karel van Mecklenburg-Strelitz                             | Karel van Mecklenburg-Strelitz                             | Karel van Mecklenburg-Strelitz                             | Karel van Mecklenburg-Strelitz                             | Karel van Mecklenburg-Strelitz                             |                                          |                                          | Elisabeth Albertine van Saksen-Hildburghausen | Elisabeth Albertine van Saksen-Hildburghausen | Elisabeth Albertine van Saksen-Hildburghausen | Elisabeth Albertine van Saksen-Hildburghausen | Elisabeth Albertine van Saksen-Hildburghausen | Elisabeth Albertine van Saksen-Hildburghausen |                                   |                                   | Ernst Frederik van Saksen-Coburg-Saalfeld | Ernst Frederik van Saksen-Coburg-Saalfeld | Ernst Frederik van Saksen-Coburg-Saalfeld | Ernst Frederik van Saksen-Coburg-Saalfeld | Ernst Frederik van Saksen-Coburg-Saalfeld | Ernst Frederik van Saksen-Coburg-Saalfeld |                                       |                                       | Sofie Antoinette van Brunswijk-Wolfenbüttel      | Sofie Antoinette van Brunswijk-Wolfenbüttel      | Sofie Antoinette van Brunswijk-Wolfenbüttel      | Sofie Antoinette van Brunswijk-Wolfenbüttel      | Sofie Antoinette van Brunswijk-Wolfenbüttel      | Sofie Antoinette van Brunswijk-Wolfenbüttel      |                                              |                                              | Hendrik XXIV van Reuss-Ebersdorf            | Hendrik XXIV van Reuss-Ebersdorf            | Hendrik XXIV van Reuss-Ebersdorf            | Hendrik XXIV van Reuss-Ebersdorf            | Hendrik XXIV van Reuss-Ebersdorf            | Hendrik XXIV van Reuss-Ebersdorf            |                                        |                                        | Caroline Ernestine van Erbach-Schönberg | Caroline Ernestine van Erbach-Schönberg | Caroline Ernestine van Erbach-Schönberg  | Caroline Ernestine van Erbach-Schönberg  | Caroline Ernestine van Erbach-Schönberg  | Caroline Ernestine van Erbach-Schönberg  |                                          |                                          |          |          |          |          |          |          |  |  |  |  |  |  |  |  |  |  |  |  |  |  |  |  |  |  |  |  |  |  |  |  |  |  |  |  |  |  |  |  |  |  |  |  |  |  |  |  |
| Frederik van Groot-Brittannië, prins van Wales | Frederik van Groot-Brittannië, prins van Wales | Frederik van Groot-Brittannië, prins van Wales | Frederik van Groot-Brittannië, prins van Wales | Frederik van Groot-Brittannië, prins van Wales | Frederik van Groot-Brittannië, prins van Wales |                                        |                                        | Augusta van Saksen-Gotha-Altenburg     | Augusta van Saksen-Gotha-Altenburg     | Augusta van Saksen-Gotha-Altenburg     | Augusta van Saksen-Gotha-Altenburg     | Augusta van Saksen-Gotha-Altenburg     | Augusta van Saksen-Gotha-Altenburg     |                                     |                                     | Karel van Mecklenburg-Strelitz                             | Karel van Mecklenburg-Strelitz                             | Karel van Mecklenburg-Strelitz                             | Karel van Mecklenburg-Strelitz                             | Karel van Mecklenburg-Strelitz                             | Karel van Mecklenburg-Strelitz                             |                                          |                                          | Elisabeth Albertine van Saksen-Hildburghausen | Elisabeth Albertine van Saksen-Hildburghausen | Elisabeth Albertine van Saksen-Hildburghausen | Elisabeth Albertine van Saksen-Hildburghausen | Elisabeth Albertine van Saksen-Hildburghausen | Elisabeth Albertine van Saksen-Hildburghausen |                                   |                                   | Ernst Frederik van Saksen-Coburg-Saalfeld | Ernst Frederik van Saksen-Coburg-Saalfeld | Ernst Frederik van Saksen-Coburg-Saalfeld | Ernst Frederik van Saksen-Coburg-Saalfeld | Ernst Frederik van Saksen-Coburg-Saalfeld | Ernst Frederik van Saksen-Coburg-Saalfeld |                                       |                                       | Sofie Antoinette van Brunswijk-Wolfenbüttel      | Sofie Antoinette van Brunswijk-Wolfenbüttel      | Sofie Antoinette van Brunswijk-Wolfenbüttel      | Sofie Antoinette van Brunswijk-Wolfenbüttel      | Sofie Antoinette van Brunswijk-Wolfenbüttel      | Sofie Antoinette van Brunswijk-Wolfenbüttel      |                                              |                                              | Hendrik XXIV van Reuss-Ebersdorf            | Hendrik XXIV van Reuss-Ebersdorf            | Hendrik XXIV van Reuss-Ebersdorf            | Hendrik XXIV van Reuss-Ebersdorf            | Hendrik XXIV van Reuss-Ebersdorf            | Hendrik XXIV van Reuss-Ebersdorf            |                                        |                                        | Caroline Ernestine van Erbach-Schönberg | Caroline Ernestine van Erbach-Schönberg | Caroline Ernestine van Erbach-Schönberg  | Caroline Ernestine van Erbach-Schönberg  | Caroline Ernestine van Erbach-Schönberg  | Caroline Ernestine van Erbach-Schönberg  |                                          |                                          |          |          |          |          |          |          |  |  |  |  |  |  |  |  |  |  |  |  |  |  |  |  |  |  |  |  |  |  |  |  |  |  |  |  |  |  |  |  |  |  |  |  |  |  |  |  |
|                                                |                                                |                                                |                                                |                                                |                                                |                                        |                                        |                                        |                                        |                                        |                                        |                                        |                                        |                                     |                                     |                                                            |                                                            |                                                            |                                                            |                                                            |                                                            |                                          |                                          |                                               |                                               |                                               |                                               |                                               |                                               |                                   |                                   |                                           |                                           |                                           |                                           |                                           |                                           |                                       |                                       |                                                  |                                                  |                                                  |                                                  |                                                  |                                                  |                                              |                                              |                                             |                                             |                                             |                                             |                                             |                                             |                                        |                                        |                                         |                                         |                                          |                                          |                                          |                                          |                                          |                                          |          |          |          |          |          |          |  |  |  |  |  |  |  |  |  |  |  |  |  |  |  |  |  |  |  |  |  |  |  |  |  |  |  |  |  |  |  |  |  |  |  |  |  |  |  |  |
|                                                |                                                |                                                |                                                |                                                |                                                | George III van het Verenigd Koninkrijk | George III van het Verenigd Koninkrijk | George III van het Verenigd Koninkrijk | George III van het Verenigd Koninkrijk | George III van het Verenigd Koninkrijk | George III van het Verenigd Koninkrijk |                                        |                                        |                                     |                                     |                                                            |                                                            | Sofia Charlotte van Mecklenburg-Strelitz                   | Sofia Charlotte van Mecklenburg-Strelitz                   | Sofia Charlotte van Mecklenburg-Strelitz                   | Sofia Charlotte van Mecklenburg-Strelitz                   | Sofia Charlotte van Mecklenburg-Strelitz | Sofia Charlotte van Mecklenburg-Strelitz |                                               |                                               |                                               |                                               |                                               |                                               |                                   |                                   |                                           |                                           |                                           |                                           |                                           |                                           | Frans van Saksen-Coburg-Saalfeld      | Frans van Saksen-Coburg-Saalfeld      | Frans van Saksen-Coburg-Saalfeld                 | Frans van Saksen-Coburg-Saalfeld                 | Frans van Saksen-Coburg-Saalfeld                 | Frans van Saksen-Coburg-Saalfeld                 |                                                  |                                                  |                                              |                                              |                                             |                                             | Augusta van Reuss-Ebersdorf-Lobenstein      | Augusta van Reuss-Ebersdorf-Lobenstein      | Augusta van Reuss-Ebersdorf-Lobenstein      | Augusta van Reuss-Ebersdorf-Lobenstein      | Augusta van Reuss-Ebersdorf-Lobenstein | Augusta van Reuss-Ebersdorf-Lobenstein |                                         |                                         |                                          |                                          |                                          |                                          |                                          |                                          |          |          |          |          |          |          |  |  |  |  |  |  |  |  |  |  |  |  |  |  |  |  |  |  |  |  |  |  |  |  |  |  |  |  |  |  |  |  |  |  |  |  |  |  |  |  |
|                                                |                                                |                                                |                                                |                                                |                                                | George III van het Verenigd Koninkrijk | George III van het Verenigd Koninkrijk | George III van het Verenigd Koninkrijk | George III van het Verenigd Koninkrijk | George III van het Verenigd Koninkrijk | George III van het Verenigd Koninkrijk |                                        |                                        |                                     |                                     |                                                            |                                                            | Sofia Charlotte van Mecklenburg-Strelitz                   | Sofia Charlotte van Mecklenburg-Strelitz                   | Sofia Charlotte van Mecklenburg-Strelitz                   | Sofia Charlotte van Mecklenburg-Strelitz                   | Sofia Charlotte van Mecklenburg-Strelitz | Sofia Charlotte van Mecklenburg-Strelitz |                                               |                                               |                                               |                                               |                                               |                                               |                                   |                                   |                                           |                                           |                                           |                                           |                                           |                                           | Frans van Saksen-Coburg-Saalfeld      | Frans van Saksen-Coburg-Saalfeld      | Frans van Saksen-Coburg-Saalfeld                 | Frans van Saksen-Coburg-Saalfeld                 | Frans van Saksen-Coburg-Saalfeld                 | Frans van Saksen-Coburg-Saalfeld                 |                                                  |                                                  |                                              |                                              |                                             |                                             | Augusta van Reuss-Ebersdorf-Lobenstein      | Augusta van Reuss-Ebersdorf-Lobenstein      | Augusta van Reuss-Ebersdorf-Lobenstein      | Augusta van Reuss-Ebersdorf-Lobenstein      | Augusta van Reuss-Ebersdorf-Lobenstein | Augusta van Reuss-Ebersdorf-Lobenstein |                                         |                                         |                                          |                                          |                                          |                                          |                                          |                                          |          |          |          |          |          |          |  |  |  |  |  |  |  |  |  |  |  |  |  |  |  |  |  |  |  |  |  |  |  |  |  |  |  |  |  |  |  |  |  |  |  |  |  |  |  |  |
|                                                |                                                |                                                |                                                |                                                |                                                |                                        |                                        |                                        |                                        |                                        |                                        |                                        |                                        |                                     |                                     |                                                            |                                                            |                                                            |                                                            |                                                            |                                                            |                                          |                                          |                                               |                                               |                                               |                                               |                                               |                                               |                                   |                                   |                                           |                                           |                                           |                                           |                                           |                                           |                                       |                                       |                                                  |                                                  |                                                  |                                                  |                                                  |                                                  |                                              |                                              |                                             |                                             |                                             |                                             |                                             |                                             |                                        |                                        |                                         |                                         |                                          |                                          |                                          |                                          |                                          |                                          |          |          |          |          |          |          |  |  |  |  |  |  |  |  |  |  |  |  |  |  |  |  |  |  |  |  |  |  |  |  |  |  |  |  |  |  |  |  |  |  |  |  |  |  |  |  |
|                                                |                                                |                                                |                                                |                                                |                                                |                                        |                                        |                                        |                                        |                                        |                                        |                                        |                                        |                                     |                                     | Eduard August van het Verenigd Koninkrijk, hertog van Kent | Eduard August van het Verenigd Koninkrijk, hertog van Kent | Eduard August van het Verenigd Koninkrijk, hertog van Kent | Eduard August van het Verenigd Koninkrijk, hertog van Kent | Eduard August van het Verenigd Koninkrijk, hertog van Kent | Eduard August van het Verenigd Koninkrijk, hertog van Kent |                                          |                                          |                                               |                                               |                                               |                                               |                                               |                                               |                                   |                                   |                                           |                                           |                                           |                                           |                                           |                                           |                                       |                                       | Victoria van Saksen-Coburg-Saalfeld              | Victoria van Saksen-Coburg-Saalfeld              | Victoria van Saksen-Coburg-Saalfeld              | Victoria van Saksen-Coburg-Saalfeld              | Victoria van Saksen-Coburg-Saalfeld              | Victoria van Saksen-Coburg-Saalfeld              |                                              |                                              |                                             |                                             |                                             |                                             |                                             |                                             |                                        |                                        |                                         |                                         |                                          |                                          |                                          |                                          |                                          |                                          |          |          |          |          |          |          |  |  |  |  |  |  |  |  |  |  |  |  |  |  |  |  |  |  |  |  |  |  |  |  |  |  |  |  |  |  |  |  |  |  |  |  |  |  |  |  |
|                                                |                                                |                                                |                                                |                                                |                                                |                                        |                                        |                                        |                                        |                                        |                                        |                                        |                                        |                                     |                                     | Eduard August van het Verenigd Koninkrijk, hertog van Kent | Eduard August van het Verenigd Koninkrijk, hertog van Kent | Eduard August van het Verenigd Koninkrijk, hertog van Kent | Eduard August van het Verenigd Koninkrijk, hertog van Kent | Eduard August van het Verenigd Koninkrijk, hertog van Kent | Eduard August van het Verenigd Koninkrijk, hertog van Kent |                                          |                                          |                                               |                                               |                                               |                                               |                                               |                                               |                                   |                                   |                                           |                                           |                                           |                                           |                                           |                                           |                                       |                                       | Victoria van Saksen-Coburg-Saalfeld              | Victoria van Saksen-Coburg-Saalfeld              | Victoria van Saksen-Coburg-Saalfeld              | Victoria van Saksen-Coburg-Saalfeld              | Victoria van Saksen-Coburg-Saalfeld              | Victoria van Saksen-Coburg-Saalfeld              |                                              |                                              |                                             |                                             |                                             |                                             |                                             |                                             |                                        |                                        |                                         |                                         |                                          |                                          |                                          |                                          |                                          |                                          |          |          |          |          |          |          |  |  |  |  |  |  |  |  |  |  |  |  |  |  |  |  |  |  |  |  |  |  |  |  |  |  |  |  |  |  |  |  |  |  |  |  |  |  |  |  |
|                                                |                                                |                                                |                                                |                                                |                                                |                                        |                                        |                                        |                                        |                                        |                                        |                                        |                                        |                                     |                                     |                                                            |                                                            |                                                            |                                                            |                                                            |                                                            |                                          |                                          |                                               |                                               |                                               |                                               |                                               |                                               |                                   |                                   |                                           |                                           |                                           |                                           |                                           |                                           |                                       |                                       |                                                  |                                                  |                                                  |                                                  |                                                  |                                                  |                                              |                                              |                                             |                                             |                                             |                                             |                                             |                                             |                                        |                                        |                                         |                                         |                                          |                                          |                                          |                                          |                                          |                                          |          |          |          |          |          |          |  |  |  |  |  |  |  |  |  |  |  |  |  |  |  |  |  |  |  |  |  |  |  |  |  |  |  |  |  |  |  |  |  |  |  |  |  |  |  |  |
|                                                |                                                |                                                |                                                |                                                |                                                |                                        |                                        |                                        |                                        |                                        |                                        |                                        |                                        |                                     |                                     |                                                            |                                                            |                                                            |                                                            |                                                            |                                                            |                                          |                                          |                                               |                                               |                                               |                                               | Victoria                                      | Victoria                                      | Victoria                          | Victoria                          | Victoria                                  | Victoria                                  |                                           |                                           | Albert                                    | Albert                                    | Albert                                | Albert                                | Albert                                           | Albert                                           |                                                  |                                                  |                                                  |                                                  |                                              |                                              |                                             |                                             |                                             |                                             |                                             |                                             |                                        |                                        |                                         |                                         |                                          |                                          |                                          |                                          |                                          |                                          |          |          |          |          |          |          |  |  |  |  |  |  |  |  |  |  |  |  |  |  |  |  |  |  |  |  |  |  |  |  |  |  |  |  |  |  |  |  |  |  |  |  |  |  |  |  |
|                                                |                                                |                                                |                                                |                                                |                                                |                                        |                                        |                                        |                                        |                                        |                                        |                                        |                                        |                                     |                                     |                                                            |                                                            |                                                            |                                                            |                                                            |                                                            |                                          |                                          |                                               |                                               |                                               |                                               | Victoria                                      | Victoria                                      | Victoria                          | Victoria                          | Victoria                                  | Victoria                                  |                                           |                                           | Albert                                    | Albert                                    | Albert                                | Albert                                | Albert                                           | Albert                                           |                                                  |                                                  |                                                  |                                                  |                                              |                                              |                                             |                                             |                                             |                                             |                                             |                                             |                                        |                                        |                                         |                                         |                                          |                                          |                                          |                                          |                                          |                                          |          |          |          |          |          |          |  |  |  |  |  |  |  |  |  |  |  |  |  |  |  |  |  |  |  |  |  |  |  |  |  |  |  |  |  |  |  |  |  |  |  |  |  |  |  |  |
|                                                |                                                |                                                |                                                |                                                |                                                |                                        |                                        |                                        |                                        |                                        |                                        |                                        |                                        |                                     |                                     |                                                            |                                                            |                                                            |                                                            |                                                            |                                                            |                                          |                                          |                                               |                                               |                                               |                                               |                                               |                                               |                                   |                                   |                                           |                                           |                                           |                                           |                                           |                                           |                                       |                                       |                                                  |                                                  |                                                  |                                                  |                                                  |                                                  |                                              |                                              |                                             |                                             |                                             |                                             |                                             |                                             |                                        |                                        |                                         |                                         |                                          |                                          |                                          |                                          |                                          |                                          |          |          |          |          |          |          |  |  |  |  |  |  |  |  |  |  |  |  |  |  |  |  |  |  |  |  |  |  |  |  |  |  |  |  |  |  |  |  |  |  |  |  |  |  |  |  |
|                                                |                                                |                                                |                                                |                                                |                                                |                                        |                                        |                                        |                                        |                                        |                                        |                                        |                                        |                                     |                                     |                                                            |                                                            |                                                            |                                                            |                                                            |                                                            |                                          |                                          |                                               |                                               |                                               |                                               |                                               |                                               |                                   |                                   |                                           |                                           |                                           |                                           |                                           |                                           |                                       |                                       |                                                  |                                                  |                                                  |                                                  |                                                  |                                                  |                                              |                                              |                                             |                                             |                                             |                                             |                                             |                                             |                                        |                                        |                                         |                                         |                                          |                                          |                                          |                                          |                                          |                                          |          |          |          |          |          |          |  |  |  |  |  |  |  |  |  |  |  |  |  |  |  |  |  |  |  |  |  |  |  |  |  |  |  |  |  |  |  |  |  |  |  |  |  |  |  |  |
| Victoria                                       | Victoria                                       | Victoria                                       | Victoria                                       | Victoria                                       | Victoria                                       |                                        |                                        | Eduard                                 | Eduard                                 | Eduard                                 | Eduard                                 | Eduard                                 | Eduard                                 |                                     |                                     | Alice                                                      | Alice                                                      | Alice                                                      | Alice                                                      | Alice                                                      | Alice                                                      |                                          |                                          | Alfred                                        | Alfred                                        | Alfred                                        | Alfred                                        | Alfred                                        | Alfred                                        |                                   |                                   | Helena                                    | Helena                                    | Helena                                    | Helena                                    | Helena                                    | Helena                                    |                                       |                                       | Louise                                           | Louise                                           | Louise                                           | Louise                                           | Louise                                           | Louise                                           |                                              |                                              | Arthur                                      | Arthur                                      | Arthur                                      | Arthur                                      | Arthur                                      | Arthur                                      |                                        |                                        | Leopold                                 | Leopold                                 | Leopold                                  | Leopold                                  | Leopold                                  | Leopold                                  |                                          |                                          | Beatrice | Beatrice | Beatrice | Beatrice | Beatrice | Beatrice |  |  |  |  |  |  |  |  |  |  |  |  |  |  |  |  |  |  |  |  |  |  |  |  |  |  |  |  |  |  |  |  |  |  |  |  |  |  |  |  |

- Bibsys: 90733366
- Biblioteca Nacional de Chile: 000108638
- Biblioteca Nacional de España: XX979643
- Bibliothèque nationale de France: cb11928202f (data)
- Catàleg d'autoritats de noms i títols de Catalunya: 981058530077006706
- CiNii: DA01723604
- Gemeinsame Normdatei: 118626876
- International Standard Name Identifier: 0000 0001 2144 3562
- KulturNav: 406c28ca-4a49-4787-8fb7-a4c024d01f5c
- Library of Congress Control Number: n79017983
- Nationale Bibliotheek van Letland: 000102956
- MusicBrainz: 7db5c493-38e5-41c7-9518-f3b8332a5ff7
- National Archives and Records Administration: 10582813
- Bibliotheek van het Japanse parlement: 00621601
- National Gallery of Victoria: 6883
- Nationale Bibliotheek van Tsjechië: jn20000701900
- Nationale bibliotheek van Australië: 35581194
- Nationale Bibliotheek van Israël: 987007269588405171
- Nationale Bibliotheek van Polen: a0000001183095
- Nationale en Universitaire bibliotheek Zagreb: 000432838
- Nederlandse Thesaurus van Auteursnamen: 070185115
- RKD-Nederlands Instituut voor Kunstgeschiedenis: 80887
- Istituto Centrale per il Catalogo Unico: RAVV056062
- LIBRIS: 205997
- SNAC: w66n3wvb
- Système universitaire de documentation: 027448207
- Museum of New Zealand Te Papa Tongarewa: 31936
- Trove: 1002991
- Union List of Artist Names: 500022428
- Virtual International Authority File: 95738652
- WorldCat: E39PBJyRF6cQXgPKkCTxp46dwC